# Echo Night
Echo Night é um jogo de video game adventure de suspense desenvolvido pela From Software para o PlayStation. Foi lançado no Japão no dia 13 de agosto de 1998 e na América do Norte no dia 31 de julho de 1999. É o primeiro jogo da série Echo Night, sendo sucedido pelo exclusivo japonês Echo Night 2: The Lord of Nightmares em 1999 e Echo Night: Beyond em 2004.

## Jogabilidade
Echo Night é jogado na perspectiva em primeira pessoa, mas diferente da maioria dos outro jogos em primeira pessoa não há uso de armas de fogo no jogo. Quando enfrentado por um fantasma, o jogador deve ligar as luzes na sala através de um interruptor. O jogador é constantemente transportado para o passado através dos passageiros ou de certos objetos. Uma vez que o jogador cumpra uma tarefa importante para um espírito, ele irá desaparecer e deixará para trás uma "Astral Piece", na qual poderá ser usada para conseguir uma cena de encerramento diferente.

## Enredo
A história se passa entorno de Richard Osmond, o protagonista do jogo, e sua jornada para descobrir o que aconteceu com o navio Orpheus, que misteriosamente desapareceu no mar. A história também irá revelar o mistério das duas pedras que contém algum tipo de poder.

## História
O jogo começa com Richard em seu apartamento recebendo uma chamada do Departamento de Polícia de Anchor a respeito de seu pai, Henry Osmond. Richard é convidado a ir até a casa de seu pai. Dentro da casa, Richard descobre o diário de seu pai, que o leva até um trem. Lá ele encontra com um jovem chamado Henry Osmond, que está a procura de William Rockwell que, de acordo com Henry, está possuído pela Pedra Vermelha que está incrustada em sua faca. Um duelo acontece dentro do trem, mas William usa a sua neta, Crea Rockwell, como escudo humano para prevenir que Henry o ataque. Então William atira em Henry, mas graças à Pedra Azul que Henry possui, sua vida foi salva. A bala atinge a Pedra Azul em seu peito, que foi dividida ao meio devido ao disparo. Então Henry dá uma metade da Pedra Azul para a neta de William, Crea. Neste momento, é feita a revelação de que William está sendo possuído pelo demônio da Pedra Vermelha. Após isso, Richard é levado de volta para a casa de seu pai e então ele descobre dentro de uma sala secreta um quadro de um navio, o Orpheus. Ao encostar na pintura, Richard é levado até o Orpheus e lá ele encontra com os passageiros que morreram quando o navio desapareceu. Henry salva a alma daqueles que ele encontrou dentro do navio ao ajudá-los, resolvendo seus problemas pessoais. À medida que o jogo progride, Richard descobre que a Pedra Vermelha que William possui tem o poder de mudar o destino do Homem de acordo com os seus desejos, tendo que, para isso, matar outras pessoas usando a faca na qual a Pedra Vermelha se encontra. Richard encontra o filho e a filha de William, que sabem da história da Pedra Vermelha e planejam matar seu pai no navio, mas que infelizmente foram mortos por ele primeiro. Além disso, Richard também encontra Crea Rockwell através de uma viagem no tempo, onde ele consegue recuperar a Pedra Azul. Ao final do jogo, Richard descobre que seu pai estava no navio também e que ele conseguiu matar William, mas assim que Henry pôs as mãos na pedra, ele afirma que tinha o desejo de ter a Pedra Vermelha esse tempo todo. Richard consegue destruir a Pedra Vermelha usando a Pedra Azul. Após a Pedra Vermelha ser destruída, Henry informa a Richard que ele deve ir para a frente do navio, pois o navio inteiro irá desaparecer.

## Finais
Há quatro finais diferentes no jogo:
- Final real: Richard chega ao final do navio e entra na passagem secreta. Após o diálogo com o homem cego, Richard não pega a faca vermelha e ela é destruída. Crea salva Richard. Após a cena de encerramento, várias imagens do jogo são mostradas e uma mensagem de Crea Rockwell é exibida na última cena na casa de Richard.
- Final bom: Richard chega ao final do navio e não entra na passagem secreta. Crea salva Richard. Após a cena de encerramento, Richard é acordado na casa de seu pai. Ele sai da casa e vai em direção ao policial dentro do carro. O carro não dá a partida, então o policial pede a Richard que pegue uma ferramenta no porta-malas. Quando Richard abre o porta-malas, ele encontra a faca vermelha lá.
- Final ruim: Richard chega ao final do navio e entra na passagem secreta. Após o diálogo com o homem cego, Richard pega a faca vermelha. Crea salva Richard. Após a cena de encerramento, Richard é acordado na casa de seu pai. Ele mata o policial, estando agora possuído pela faca vermelha.
- Final muito ruim: Richard não chega ao final do navio a tempo. Após a cena de encerramento, um pequeno artigo de jornal é exibido na tela. Nele é dito que Richard Osmond e seu pai desapareceram misteriosamente no incêndio.